# Rochester (Ohio)
Rochester è un villaggio degli Stati Uniti d'America, situato nello stato dell'Ohio, nella contea di Lorain.